# 三號馬斯希爾鎮區 (北卡羅萊納州麥迪遜縣)
三號馬斯希爾鎮區（英語：Township 3, Mars Hill）是位於美國北卡羅萊納州麥迪遜縣的一個鎮區。

## 地方資料
三號馬斯希爾鎮區的面積為62.42平方千米，皆為陸地。根據2020年美國人口普查的數據，當地共有人口5754人，而人口密度為每平方千米92.18人。